# 野洲市コミュニティバス
野洲市コミュニティバス（やすしコミュニティバス）は、滋賀県野洲市で運行されているコミュニティバス。おのりやすという愛称がついている。

## 概要
野洲市内じゅんかんバスを、2010年（平成22年）4月1日から市の直営に移行して運行を開始した。なお、当コミュニティバスは（バス会社への運行委託を取り止めたため、）「自家用自動車（白ナンバー車）による有償運送での運行」となっている。

## 運賃制度

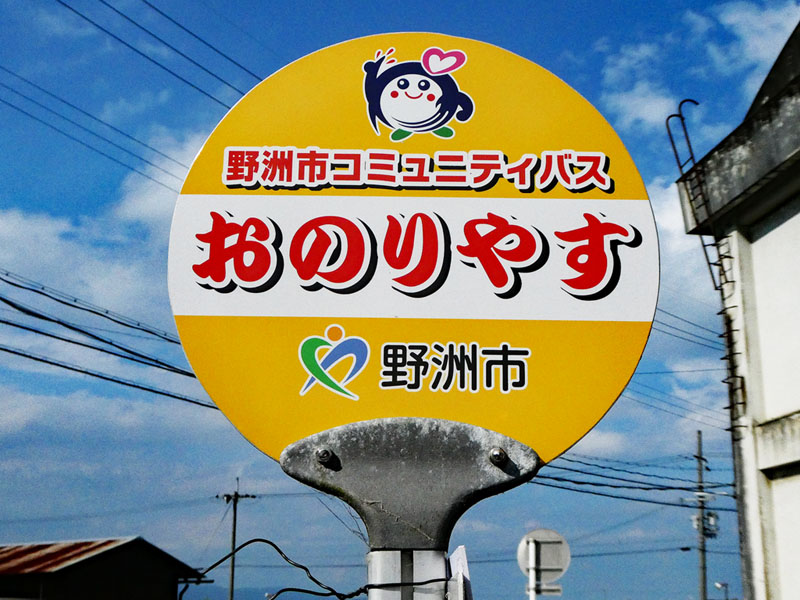
野洲市コミュニティバス（おのりやす）のバス停看板

運賃
- 大人200円、小人（小学生）100円。

※全区間共通。未就学児（幼児・乳児）は無料、障がい者および「野洲市げんきカード」 を持つ65歳以上の者は半額。
回数券
- 2,000円（100円券 23枚綴り）

野洲市役所とバス車内で販売。
定期券
暦月定期券（月単位ごとの定期券）を扱っている。なお、この定期券は持参人式となっている。
- 大人5,000円、小人（小学生）2,500円。

利用月の前月から、野洲市役所・バス車内・野洲市総合体育館内運行管理室で販売。
乗継制度（乗継割引）
下記の各停留所で乗継ぎを行う場合は、乗継券（乗継ぎ先で使用することができる乗車券。発行当日のみ1回限り有効）が発行される。ただし、「同じコースの乗継ぎ」と「最初に乗車した停留所で降車」をすることはできない。
1. 野洲駅南口
2. 北部合同庁舎前
3. 野洲市健康福祉センター
4. 野洲市役所
5. 総合体育館駐車場
6. 乙窪工業団地北口
7. アル・プラザ前
8. 野洲図書館

## 路線
路線ごとにラインカラー を制定しており、下記の各路線を運行している。なお、日曜・祝日と年末年始（12月29日 - 翌年1月3日）は全路線の全便が運休する。また、「アル・プラザ前」・「野洲図書館」・「銅鐸博物館前」・「にっこり作業所前」の各停留所は（各施設の）営業時間帯のみ停車する。

### あやめコース
野洲市役所から竹生（）・乙窪（）・須原（）の各地区を経由した後、吉川・あやめの各地区を循環。
- 野洲市役所 - 野洲駅南口 - アル・プラザ前 - 野洲病院前 - 市三宅口 - 市三宅 - 北野小学校前 - 竹生 - 松林 - 乙窪口 - 乙窪工業団地北口 - 北部合同庁舎前 - 井口自治会館前 - 須原自治会館前 - 堤自治会館前 - 吉川 - 矢放神社前 - 下堤 - 喜合 - あやめ - 川尻 - 下堤 - 矢放神社前 - （来た道を戻る） - 野洲市役所

■注記（あやめ）
- 野洲市役所方面からの最終便は「下堤」が終点となるが、この便も先に「川尻」を経由する。
- ［北野小学校前 - あやめ］間は近江鉄道バスの吉川線とほぼ並行する。

### 安治コース
総合体育館から野田・五条・安治（）の各地区を循環。なお、この路線は経路の関係で2回経由する停留所が数ヵ所ある。
- 総合体育館駐車場 - 野洲図書館 - 野洲市健康福祉センター - 野洲市役所 - 野洲駅南口 - アル・プラザ前 - 野洲病院東 - 五之里 - 総合体育館駐車場 - 永原住宅前 - 家棟団地 - 虫生神社前 - 錦織寺前 - 中主小学校前 - さざなみホール前比留田 - 兵主大社前 - 野田自治会館前 - 五条自治会館前 - 安治自治会館前 - 兵主大社前 - さざなみホール前比留田 - 北部合同庁舎前 - 乙窪工業団地北口 - 乙窪口 - 湖南病院 - 五之里 - 野洲市役所 - 野洲駅南口 - アル・プラザ前 - 野洲病院東 - 野洲図書館 - 野洲市健康福祉センター - 総合体育館駐車場

■注記（安治）
- 逆回り（乙窪口先回り）で運行する便もある。
- ［総合体育館駐車場 - 錦織寺前 - 兵主大社前 - 北部合同庁舎前 - 湖南病院 - 野洲駅南口 - 野洲病院東（ ← 野洲図書館） - 総合体育館駐車場］間の区間運行が1往復だけ設定されている。

### 祇王・中里コース
総合体育館から祇王・中里の各地区を循環。
- 総合体育館駐車場 - 野洲図書館 - 野洲市健康福祉センター - 野洲市役所 - 野洲駅南口 - アル・プラザ前 - 野洲病院東 - 五之里 - 湖南病院 - 乙窪口 - 乙窪工業団地北口 - 北部合同庁舎前 - さざなみホール前比留田 - 比留田自治会館前 - 中主小学校前 - 錦織寺前 - 虫生神社前 - 北自治会館前 - 祇王幼稚園 - 祇王駐在所 - 冨波乙公民館前 - 生和神社前 - 久野部 - 野洲市役所 - 野洲駅南口 - アル・プラザ前 - 野洲病院東 - 野洲図書館 - 野洲市健康福祉センター - 総合体育館駐車場

■注記（祇王・中里）
- 逆回り（錦織寺前先回り）で運行する便もある。
- 乙窪口先回りのうち、朝に運行する1便は［総合体育館駐車場 → （湖南病院は通過） → 乙窪口 → 祇王駐在所 → 野州駅南口 → （野洲図書館は通過） → 総合体育館駐車場］に経路を変更して運行する。

### 篠原コース
野洲駅南口から篠原地域（近江八幡市）の周辺（入町・高木・小南の各地区）を循環。なお、この路線のみ野洲市外を走行するが、竜王町は通らない。
- 野洲駅南口 - アル・プラザ前 - 野洲病院東 - 野洲市役所 - 桜生（）自治会館前 - 野洲市健康福祉センター - 野洲図書館 - 新上屋 - 小堤 - 大篠原 - 大篠原自治会館前 - 天神橋 - 野洲市健康スポーツセンター - 成橋 - 出町口 - 入町日吉神社前 - 篠原駅 - 光善寺 - 小南自治会館前 - 高木口 - 長島自治会館前 - 篠原小学校前 - 大篠原 - 小堤 - 新上屋 - 野洲図書館 - 野洲市健康福祉センター - 桜生自治会館前 - 野洲市役所 - アル・プラザ前 - 野洲病院東 - 野洲駅南口

■注記（篠原）
- 逆回り（篠原小学校前先回り）で運行する便もある。
- 野洲市健康スポーツセンター先回りのうち、朝に運行する1便は［出町口 → 篠原駅 → 小南自治会館前 → 長島自治会館前 → 大篠原 → （野洲図書館は通過） → アル・プラザ前 → 野洲駅南口］間の区間運行となる。

### 三上コース
野洲市役所から行畑・大畑の各地区を経由し、三上地域を往復。この路線のみバス車で運行する（後述）。
- 野洲市役所 - 野洲駅南口 - アル・プラザ前 - 野洲病院前 - 行畑 - 大畑 - 河川公園口 - コミセンみかみ（御上神社口） - 山出前 - 三上小学校前 - 北桜口 - 近江富士1丁目 - 近江富士2丁目 - 近江富士会館前 - 近江富士5丁目 - 近江富士会館前 - 近江富士2丁目 - 南桜 - さくら墓園前 - 北桜

■注記（三上）
- 朝に［野洲駅市役所 ← 野洲駅南口 ← （アル・プラザ前は通過） ← 北桜］間を運行する便が1便だけ設定されている。
- ［野洲駅南口 - 南桜］間は、滋賀バスの湖南野洲線とほぼ並行する。

### 希望が丘コース
野洲市役所から妙光寺・希望が丘の各地区を経由し、三上地域を往復。なお、希望が丘地区の経路は往路と復路で多少異なる。
北桜行き
- 野洲市役所 → 野洲駅南口 → アル・プラザ前 → 野洲病院前 → 中畑 → 妙光寺公民館 → 野洲中学校 → 新上屋 → 野洲図書館 → 野洲市健康福祉センター → 辻町 → 銅鐸博物館前 → にっこり作業所前 → 希望が丘文化公園前 → 総合教育センター前 → 森林センター前 → 花緑公園 → びわこ学園口 → びわこ学園 → 北桜 → さくら墓園前 → 南桜 → 近江富士2丁目 → 近江富士会館前 → 近江富士5丁目 → 近江富士会館前 → 近江富士2丁目 → 近江富士1丁目 → 北桜

野洲市役所行き
- 野洲市役所 ← 野洲駅南口 ← アル・プラザ前 ← 野洲病院前 ← 中畑 ← 妙光寺公民館 ← 野洲中学校 ← 新上屋 ← 野洲図書館 ← 野洲市健康福祉センター ← 辻町 ← にっこり作業所前 ← 銅鐸博物館前 ← 希望が丘文化公園前 ← 総合教育センター前 ← 森林センター前 ← ふるさと館前 ← 花緑公園 ← びわこ学園口 ← びわこ学園 ← 北桜 ← さくら墓園前 ← 南桜 ← 近江富士2丁目 ← 近江富士会館前 ← 近江富士5丁目 ← 近江富士会館前 ← 近江富士2丁目 ← 近江富士1丁目 ← 北桜

■注記（希望が丘）
- 「ふるさと館前」は野洲駅南口方面行きのみ停車（この付近を並行する近江鉄道バスも同様）。
- 朝に［野洲市役所 ← 野洲駅南口 ← 近江富士会館前 ← 近江富士5丁目 ← 近江富士会館前］間を運行する便が1便だけ設定されているが、 「銅鐸博物館前」・「にっこり作業所前」・「野洲図書館」・「アル・プラザ前」の各停留所はすべて通過する。

### 中央循環コース
野洲駅南口から野洲・中主の市街地とその付近を循環。
- 野洲駅南口 - 野洲市役所 - アル・プラザ前 - 野洲病院前 - 市三宅口 - 市三宅 - 北野小学校前 - 松林 - 乙窪口 - 乙窪工業団地北口 - 北部合同庁舎前 - 乙窪口 - 湖南病院 - 総合体育館駐車場 - 家棟団地 - 永原住宅前 - 野洲図書館 - 野洲市健康福祉センター - 冨波乙公民館前 - 生和神社前 - 久野部 - 野洲市役所 - アル・プラザ前 - 野洲病院東 - 野洲駅南口

■注記（中央循環）
- 逆回り（永原住宅前先回り）で運行する便もあるが、夕方の1便は「総合体育館駐車場」が終点となる。
- 朝に［野洲駅南口 → 野洲市役所 → （アル・プラザ前は通過） → 北部合同庁舎前 → 総合体育館駐車場 → （野洲図書館は通過） → 野洲市役所 → アル・プラザ前 → 野洲駅南口］間を運行する便が1便だけ設定されている。

## 車両
- 三菱ふそう・エアロミディME
- トヨタ・ハイエース

### 車両に関する注記
バス車（エアロミディME）［定員31人］
- 「三上コース」の専属車。緑色（同線のラインカラー）の小型バスであり、車いすのまま乗車することができる。

備考（バス車）
- 野洲市じゅんかんバスの「三上コース」で使用されていた車両とまったく同じ。
- バスの側面に広告が計2ヵ所貼られている。

ワゴン車（ハイエース）［定員12人］
- 「三上コース」以外の各路線はこの車両で運行される。白色のワゴン車であり、前面にコース名を記したサボ板、乗降ドアにコース名を記したラベルが付く。なお、前面・乗降ドアともに「おのりやす」の表記と同マークが付くが、同車には行き先幕が設置されていない。

備考（ワゴン車）
- 「あやめコース」と「篠原コース」は過去にラインカラーと同じ色の車両を使用していたが、現在は両路線の車両も上記の仕様に統一された。
- 8台（うち1台は予備車）のうち、4台は三上コースの車両（前述）と同様に広告が側面に計2ヵ所貼られている。

## バスロケーションシステム
- 2016年（平成28年）10月1日から位置情報アプリ、「バスウォッチ」の提供を開始している[3]。